# Johannes Mattfeld
Johannes Mattfeld (Bremerhaven, 18 gennaio 1895 – Berlino, 19 gennaio 1951) è stato un botanico tedesco del Museo botanico di Berlino.

## Biografia
Fu autore o co-autore di diverse pubblicazioni a carattere scientifico nel campo della botanica e in particolare contribuì alla seconda edizione della monumentale opera Die natürlichen Pflanzenfamilien di Adolf Engler.
In suo onore venne assegnato il suo nome ad un genere di piante delle Asteraceae, Mattfeldia. I suoi studi botanici si concentrarono in particolare sulle Spermatophyta e fu autore della classificazione tassonomica di alcune specie vegetali, tra le quali Abies × borisii-regis, importante specie di abete, ibrido naturale tra A. alba e A. cephalonica.

## Opere principali
- Geographisch-genetische Untersuchungen über die Gattung Minuartia <L.> Hiern. (Dahlem b. Berlin : Repertorium, 1922.)
- Angiospermae : kurze Erläuterung der Blüten- und Fortpflanzungsverhältnisse (Leipzig : Engelmann, 1926.)
- Peridineae (Dinoflagellatae), Diatomeae (Bacillariophyta), Myxomycetes (Leipzig : Engelmann, 1928.)
- Über hybridogene Sippen der Tannen nachgewiesen an den Formen der Balkanhalbinsel zugleich e. Beitr. zur Waldgeschichte d. Balkanhalbinsel ; mit 2 Taf. u. 41 Abb. im Text (Stuttgart Schweizerbart 1930)
- Anweisung zur Ausführung der pflanzengeographischen Kartierung Deutschlands (Berlin-Dahlem : Botan. Museum, 1938.)
- Abteilung: Eumycetes (Fungi) : Klasse: Ascomycetes ; Reihe Euascales ; Unterreihe VIII: Tuberinae (Leipzig : Engelmann, 1938.)
- Die natürlichen Pflanzenfamilien nebst ihren Gattungen u. wichtigeren Arten, insbesondere den Nutzpflanzen ... begründet von A. Engler u. K. Prantl. Fortgesetzt von Hermann Harms und Johannes Mattfeld. (Leipzig Wilhelm Engelmann 1942)
- Die natürlichen Pflanzenfamilien nebst ihren Gattungen und wichtigeren Arten, insbesondere den Nutzpflanzen (Leipzig : W. Engelmann, 1924-1980.)